# Maglemosei kultúra
A maglemosei kultúra (i. e. 9000 körül – i. e. 6000 körül) Észak-Európában elterjedt régészeti kultúra, a középső kőkorszak idejéből. Skandináviában a kongemosei kultúra, valamint a tardenoisi kultúra követte. Nevét a dán Maglemose régészeti lelőhely után kapta, mivel 1900-ban itt ásták ki első alkalommal, George Sarauw régész vezetésével az első a maglemosei kultúrához tartozó település maradványait.

## Története
Az első maglemosei kultúrához tartozó település maradványait a Dániában található Maglemose elnevezésű régészeti lelőhelyen tárták fel. Az ásatást George Sarauw régész vezette. Az ezt követő évszázad során sorra kerültek elő a kultúrához tartozó régészeti leletek Angliától kezdve, egészen a mai Lengyelország területéig bezárólag, valamint a Svédországban található Skåne városától kezdve, délen, egészen a mai Franciaország északi részéig.
A maglemosei emberek erdőkben és vizek közelében telepedtek meg és ebből kifolyólag horgászeszközöket és vadászathoz szükséges eszközöket készítettek főleg fából, csontokból, kovakövekből. Úgy tűnik, hogy ők voltak azok, akik a kutyát háziasították. Néhányan közülük letelepedett életformát választottak, míg a többségük a nomád, vándorló életmód követője volt.
Fakéregből készült házaik megőrződtek az utókor számára, továbbá csontokból, szarvakból, kovakövekből készített eszközeik egy része is fennmaradt. E kultúrának jellemző tulajdonsága az éles szegélyekkel határolt mikrolitokat (kis tengeri élőlények maradványait) tartalmazó kovakövek, melyeket legfőképpen nyíl-, illetve lándzsahegyek készítéséhez használták fel. Egy másik említésre méltó jellemzője e kultúrának az úgy nevezett leister (egy fajta szigony), melyet halak kifogásához, leszigonyozásához használtak.
A maglemosei kultúra idején a tengerek szintje még jóval alacsonyabb volt, mint napjainkban és Skandinávia még szárazföldi hídon megközelíthető volt a Brit-szigetek felől. E kultúra fennállásának időszaka átfedi a legutóbbi jégkorszak végének időszakát, amikor a gleccserek elkezdtek visszavonulni. Mivel a tengernek időbe tellett az eredeti meder kitöltése, ezért a tengerek szintje csak i. e. 6000 körül érte el a napjainkban mérhető vízszintet. Ebben az időszakban árasztotta el a tenger azokat a területeket, amelyeket korábban a maglemosei kultúra népei benépesítettek. Van remény arra, hogy a tengerek alatti régészeti kutatások iránti érdeklődés élénkülésével újabb és újabb izgalmas leletegyüttesek fognak majd felszínre kerülni a hullámsírból.

## Fordítás
Ez a szócikk részben vagy egészben  a   Maglemosian culture című angol Wikipédia-szócikk ezen változatának fordításán alapul.  Az eredeti cikk szerkesztőit annak laptörténete sorolja fel. Ez a jelzés csupán a megfogalmazás eredetét és a szerzői jogokat jelzi, nem szolgál a cikkben szereplő információk forrásmegjelöléseként.